# جاي كيني
جاي كيني (بالإنجليزية: Jay Kinney)‏ هو كاتب ورسام كارتون أمريكي، ولد في 1950.

## وصلات خارجية
- الموقع الرسمي